# William O. Studeman
William Oliver Studeman, né le 16 janvier 1940, est un amiral américain ayant été directeur de la NSA entre août 1988 et juillet 1992 avant de devenir directeur adjoint de la CIA de 1992 à 1995.

## Biographie
Né en 1940 à Brownsville au Texas, Studeman grandit à Coral Gables en Floride. Il étudie l'histoire à l'université du Sud de Sewanee au Tennessee puis obtient un master en relations internationales à l'université George Washington. Studeman est aussi diplômé du Naval War College et du National War College. Il occupe plusieurs postes dans le renseignement au sein de la Navy et devient en 1985 directeur de l'Office of Naval Intelligence (ONI), l'organisme chargé de se renseigner sur les marines des pays étrangers. Il quitte l'ONI en 1988 afin de devenir directeur de la NSA, une fonction qu'il exerça jusqu'à sa nomination au poste de directeur adjoint de la CIA en 1992. Studeman prend sa retraite de la Navy en 1995, après presque 35 ans de service actif, afin de se consacrer à une carrière dans le privé notamment au sein de Northrop Grumman. Studeman a aussi siégé à de nombreux conseils d'entreprises, universitaires ou gouvernementaux et a, par exemple, été membre de la commission présidentielle sur les armes de destruction massive de l'Irak,.

## Décorations
- Navy Distinguished Service Medal
- Legion of Merit